# Koppe calciphila
Koppe calciphila es una especie de arañas araneomorfas de la familia Liocranidae.

## Distribución geográfica
Es endémica del sudoeste de Célebes (Indonesia).